# Quietus (Silent Reverie)
„Quietus (Silent Reverie)“ je singl z alba Consign to Oblivion od nizozemské symphonicmetalové hudební skupiny Epica vydaný v roce 2005. Vyšel ve dvou verzích; první obsahovala písně „Quietus (Silent Reverie)“ a „Linger“, ve druhé verzi se objevily skladby „Quietus (Silent Reverie)“ a „Crystal Mountain (Death Cover)“ v různých provedeních.

## Seznam skladeb
První verze
1. Quietus (Silent Reverie)
2. Linger

Druhá verze
1. Quietus (Silent Reverie) – singl verze
2. Crystal Mountain (Death Cover) – orchestrální verze
3. Quietus (Silent Reverie)
4. Crystal Mountain (Death Cover)

## Obsazení
- Simone Simons – mezzosopránový zpěv
- Mark Jansen – kytara, growling, screaming
- Ad Sluijter – kytara
- Coen Janssen – piano, klávesy
- Yves Huts – basová kytara
- Jeroen Simons – bicí